# 明洞主教座堂
明洞主教座堂，又稱明洞聖堂（韓語：명동성당），是天主教首爾總教區的主教座堂，位於韓國首都首爾中區明洞。其正式名稱為天主教首爾總教區教座明洞大聖堂（：／ Cheonjugyo seouldaegyogu jugyojwa myeongdongdaeseongdang ?），它是韩国天主教的象征建筑以及韩国天主教会的诞生地与中心。

## 歷史
教堂於1892年奠基，由朝鮮高宗主持；1898年啟用，奉獻於聖母無染原罪瞻禮。1945年為慶祝脫離日本殖民統治，教堂名稱由原先的鐘峴聖堂（：／ Jonghyeonseongdang ?）改為今日的名字。由於天主教會在韓國社會扮演的角色，該教堂經常出現在政治事件中。
1977年，明洞聖堂被韓國政府指定為大韓民國史蹟第258號。

## 外部連結
- 明洞聖堂官方網站
- 韩国首尔市官方旅游网页 - 明洞圣堂（中文）